# HIV-pozitivne osobe
HIV-pozitivne osobe, seropozitivne osobe ili osobe koje žive s HIV-om su osobe zaražene virusom humane imunodeficijencije (HIV-om), uzročnikom AIDS-a.
Prema procjenama SZO-a i UNAIDS-a, krajem 2011. godine, 34,2 milijuna ljudi bilo je zaraženo HIV-om. Iste je godine procijenjeno 2,5 milijuna novozaraženih te 1,7 milijuna umrlih od uzroka povezanih s AIDS-om, uključujući 230 000 djece. Više od dvije trećine novozaraženih HIV-om je u subsaharskoj Africi, dok ih je manje od 20% svjesnih zaraze. Infekcija HIV-om utvrđuje se HIV testom.

## Spol i dijagnoza
Dijagnoza i spol igraju veliku ulogu u prepoznavanju zaraženih HIV-om i oboljelih AIDS-om. Zbog nedovoljne zastupljenosti u kliničkim ispitivanjima i slabije izraženim simptomima, previdjelo se traženje bolesti kod žena. Navedeno je rezultiralo nerealističnom omjeru oboljelih muškaraca i žena. Liječnica Barbara Ogur je istakla kako su uporaba droga i višestruki seksualni odnosi imali negativan utjecaj na zdravstvenu njegu žena.
Među ženama kojima je dijagnosticiran HIV/AIDS u Sjedinjenim Državama 2009. godine, 64% je crnkinja, 18% hispanijskog podrijekla, 15% bjelkinja i 1% Indijanci s Aljaske ili Indijanci. Postotak oboljelih žena heteroseksualnim kontaktom znatno je veći od postotka oboljelih muškaraca.

### Seronegativna konverzija
Od travnja 2020. zabilježena su samo dva slučaja potpuno izliječenih osoba od ove bolesti. Prvi slučaj bio je Timothy Ray Brown, poznat kao "Berlinski pacijent", koji je izliječen 2007. Drugi je bio Adam Castillejo, poznat kao "londonski pacijent", koji je izliječen u ožujku 2020. Oba ova pacijenta izliječena su transplantacijom matičnih stanica od donatora koji je bio imun na AIDS zbog genetske mutacije. U među vremenu i treći pacijent je potvrđen, te dvije žene koje su postale seronegativne bez procedure i izgleda kao da su razvile prirodni imunitet.

## Organizacije
Tijekom godina suočavanja sa stigmom i diskriminacijom koje prate dijagnozu u većini društava, formiran je veliki broj grupa podrške. U njima izraz koji se najčešće primjenjuje na osobe koje su HIV pozitivne je "Ljudi koji žive s HIV-om/AIDS-om". Ovo se često skraćuje kao "PLWHA" ili "PLHIV". Odnedavno se koristi i "Ljudi koji žive pozitivno".
Najveća i najstarija svjetska mreža ljudi zaraženih HIV-om je Globalna mreža ljudi koji žive s HIV-om/AIDS-om (GNP+), koja ima pridružene mreže na svim kontinentima.

## Problemi svjedočenja i odnosa
Za žene koje su HIV pozitivne i također u vezama, seksualno izražavanje i komunikacija mogu postati osnova za sukob. Njihove prirodne ljudske želje za ljubavlju, povjerenjem i intimnošću mogle bi ostati neprepoznate u programima baziranim na apstinenciji, vjernosti i korištenju kondoma (tzv. ABC Abstinence, Being faithful, Condom use) i kao članica ICW-a (Međunarodne zajednice žena koje žive s HIV-om/AIDS-om) najavljene na Međunarodnoj AIDS-u konferenciji 2006. "Trebamo vratiti ljubav u cijelu stvar".
Svaki se pojedinac na različite načine nosi s dijagnozom HIV-a i sa svojom seksualnom aktivnošću nakon postavljanja dijagnoze. Neki ljudi koji žive s HIV-om mogu odlučiti prakticirati apstinenciju, dok se drugi odlučuju nastaviti sa seksualnim aktivnostima. Članica ICW-a iz Zimbabvea izjavila je na sjednici u Torontu: "Veza mi je prekinuta, a ja sam sljedeće četiri godine provela u celibatu." Nasuprot tome, članica ICW-a iz Ujedinjenog Kraljevstva otkrila je da preferira korištenje kondoma i dodala: "Na neki me način [HIV] učinio seksualno asertivnijom."
Važno je naglasiti da pozitivna dijagnoza HIV-a ne pogađa isključivo korisnike ilegalnih droga ili promiskuitetne osobe te da njihove osnovne seksualne želje ne nestaju.

## Testiranje i prava
U djelu Razumijevanje stvarnosti pozitivnih žena, Emma Bell i Luisa Orza tvrde da programi i politike HIV-a i seksualnog i reproduktivnog zdravlja ne prepoznaju složenost života HIV pozitivnih osoba i kontekst u kojem se nalaze njihovi seksualni i reproduktivni izbori. Službe ne pripremaju ljude za posljedice pozitivnog rezultata testa na HIV. U mnogim slučajevima korisnici usluga se ne uzimaju u obzir i prisiljeni su na testiranje na AIDS bez prethodnog pristanka.

## Razumijevanje HIV-pozitivne stvarnosti
Zajednički program Ujedinjenih naroda za HIV/AIDS (UNAIDS), Amnesty International, Globalna mreža projekata seksualnog rada i Globalna mreža ljudi koji žive s HIV-om/AIDS-om, osudili su prisilno testiranje na HIV kao kršenje ljudskih prava i smatra ih se u sukobu s dokazanim javnozdravstvenim mjerama koje su uspješne u prevenciji prijenosa HIV-a. Seksualne radnice u Malaviju i Grčkoj bile su prisiljene na testiranje na HIV, a oni koji su bili HIV pozitivni kriminalizirani su. Mjere stigmatizacije obeshrabruju HIV pozitivne osobe da traže dobrovoljno i povjerljivo savjetovanje, testiranje i liječenje.
Stigma povezana s bolešću posebno otežava djecu koja žive s HIV-om i njihove skrbnike. Skrb nadilazi dinamiku dijete-skrbnik, te je isprepletena s lokalnom zajednicom i strukturama sustava zdravstvene skrbi i potpore.
Filmovi kao što je Philadelphia (1993.), koji su pratili priču o homoseksualnom, HIV-pozitivnom odvjetniku kojeg glumi Tom Hanks, pomogli su u suzbijanju stigme prema onima koji žive s HIV-om i učinili ovu temu manje tabuom. Kao što zagovornik HIV-a Gary Bell tvrdi: „Sjećam se da je bilo dosta buke o tome. Mislim da je dobra vijest to što je ljude natjeralo da pričaju o HIV-u na način na koji zapravo nisu, jer je HIV uvijek bio ono o čemu stvarno nismo htjeli razgovarati.”
Prema Emmi Bell i Luisi Orza iz Razumijevanje pozitivne ženske stvarnosti, postoji potreba da pružatelji usluga razumiju utjecaj ženskih odnosa na njihovu mogućnost pristupa liječenju i drugim zdravstvenim uslugama. U mnogim slučajevima HIV-pozitivna stvarnost uključuje muževe ili partnere koji se nisu ili ne žele testirati na HIV, što prisiljava svog HIV-pozitivnog supružnika da im da svoju dozu ARV-a.